# Most Żyrmuński
Most Żyrmuński (litewski: Žirmūnų tiltas) – most na Wilii w Wilnie, na Litwie. Łączy Żyrmuny ze Antokolem. Jest to żelbetowy most o długości 181 metrów. Składa się z trzech przęseł i czterech filarów. Szerokość między poręczami wynosi 20 metrów. Most został zaprojektowany w 1964 przez Leningradzki instytut "Promtransniiproject". Został zbudowany w 1965 roku przez Drugą Wileńską Administrację Budowy Mostu. W 1971 roku autorom projektu pod kierownictwem Salomona Gershanoka i konstruktorą przyznano nagrodę Rady Ministrów. Pod mostem znajduje się zawieszona rzeźba, jeden ze znaków Wilna – Jabłko królewskie (lit. Karališkas obuolys).